# 1278 w literaturze
Wydarzenia literackie w 1278 roku.

## Wydarzenia
- Zakończono tworzenie zbioru poezji waka, skompilowanego z rozkazu byłego cesarza Kameyamy, zatytułowanego Shokushūi Wakashū.

## Urodzili się
- Safi al-Din al-Hilli, arabski poeta (zm. 1349)
- Jean de Hocsem, belgijski historyk i kanonik (zm. 1348)
- Kokan Shiren, japoński poeta i kaligraf (zm. 1346)

## Zmarli
- Lanxi Daolong, chiński filozof i kaligraf (ur. 1213)
- Marcin z Opawy, polski biskup i pisarz (ur. między 1215 a 1220)
- Peire Cardenal, francuski trubadur (ur. ok. 1180)